# Zlatovrăch
Zlatovrăch (bulgariska: Златовръх) är ett distrikt i Bulgarien.   Det ligger i kommunen Obsjtina Asenovgrad och regionen Plovdiv, i den centrala delen av landet, 160 km sydost om huvudstaden Sofia.